# Melania Dalla Costa
Pour les articles homonymes, voir Dalla Costa.
Melania Dalla Costa, née le 25 février 1988 à Marostica (Italie), est une actrice, scénariste, productrice, mannequin et militante italo-française.
Elle fait ses débuts sur le petit écran avec un rôle dans le feuilleton Un posto al sole lors de la saison 2014 qui sera suivi de Immaturi, une fiction réalisée par Rolando Ravello (2016), et du film Pamuk Prens (2016),.
De nombreux grands noms se sont appuyés sur son visage, comme Chanel et Bvlgari.
Melania Dalla Costa est le témoignage de la campagne 2019 contre la violence à l'égard des femmes des Nations unies (ONU Femmes), à l'occasion du 25 novembre, journée internationale pour l'élimination de la violence à l'égard des femmes.

## Biographie
Melania Dalla Costa est née à Marostica, province de Vicence, le 25 février 1988.
Ancienne athlète, elle a pratiqué le ski nordique en compétition pendant dix ans.
Elle commence sa formation artistique en 2011 au Elf Teatro, dirigé par Raul Manso, puis en 2012, elle poursuit ses études d'art dramatique au théâtre Spazio Gedeone, dirigé par Paolo Olgiati. En 2013, au Centro Teatro Attivo, elle étudie l'art dramatique et la diction sous la direction de Nicoletta Ramorino pour ensuite poursuivre ses études en 2014 d'abord au Conservatoire du Théâtre Diotaiuti, dirigé par Giovanni Battista Diotaiuti, puis avec Ivana Chubbuck, de 2015 à 2018.
Entre 2018 et 2019, Melania Dalla Costa, que la presse définit à cette occasion comme "l'égérie de Giovanni Gastel" est l'unique sujet de l'exposition "Captura" présentée à Milan sur la Via della Spiga, par le photographe italien. Toujours en 2019, elle témoigne de la campagne contre la violence à l'égard des femmes de l'UNICRI des Nations unies.
En 2020, elle apparaît sur la couverture de décembre de L'Officiel Italia n°35 comme "Dream Ladie"et, en 2021, en couverture de Harper's Bazaar Serbie en janvier et celles de Glamour Mexique et Amérique latine en avril.
L'année suivante, en 2021, elle est choisie comme témoin pour le Mille Miglia 2021.
En décembre 2022, elle est choisie par Maserati pour être le visage de la campagne mondiale Maserati Grecale Modena distribuée par Condé Nast International.

## Activisme et Charité
Après avoir fait de la charité en Italie et dans d'autres pays, en 2018 il écrit, produit et est le principal interprète de le film « I Sogni Sospesi » contre la violence faite aux femmes, présenté au Festival international du film à Venise.
Activiste des droits des femmes,, en 2019 elle a témoigné de la campagne Nations unies contre la violence à l'égard des femmes, organisée à l'occasion du 25 novembre, Journée internationale pour l'élimination de la violence à l'égard des femmes.
En 2021, le journal Marie Claire Espagne choisit Melania Dalla Costa - avec Eva Longoria, Alicia Keys, Isabeli Fontana et d'autres - pour le projet Mujeres Empoderadas, racontant les histoires de femmes concernées par la justice, les droits humains et l'égalité.
A l'occasion du 8 mars 2023 Journée internationale de la femme elle participe avec l'activiste Nasibe Shamsaei, qu'elle implique dans le projet de faire connaître son histoire et de lui donner une voix, étant donné que la sienne n'est pas libre, et à d'autres militants iraniens, à la réalisation de l'œuvre conçue par l'artiste Liu Bolin, devenant eux-mêmes une œuvre d'art.

## Filmographie

### Au cinéma
- 2010 : Secondo Tempo de Fabio Bastianello
- 2015 : Only When I'm Alone I Find Myself and I Often Check If I'm Los de Silvia Morani
- 2016 : Cotton Prince de Hasan Tolga Pulat
- 2017 : Stato di ebbrezza de Luca Biglione
- 2017 : Three de Alberto Bambini
- 2018 : I Sogni Sospesi de Manuela Tempesta
- 2020 : Gli Ultimi Resti de Irene Cacciarini
- 2022 : La seconda via de Manuela Tempesta

### À la télévision
- 2007 : Radio Sex de Alessandro Baracco
- 2008 : Natale de Marcello Macchia
- 2014 : Un posto al sole
- 2016 : Immaturi de Rolando Ravello